# Lapeirousia setifolia
Lapeirousia setifolia är en irisväxtart som beskrevs av Hermann August Theodor Harms. Lapeirousia setifolia ingår i släktet Lapeirousia och familjen irisväxter. Inga underarter finns listade i Catalogue of Life.